# 올림픽 사우디아라비아 선수단
올림픽 사우디아라비아 선수단은 사우디아라비아 대표로 올림픽에 참가하는 선수단이다. 사우디아라비아는 12번의 하계 올림픽에 참가했다. 1972년 서독 뮌헨에서 열린 하계 올림픽에서 처음 등장했다. 사우디아라비아는 2022년 동계올림픽에 데뷔했다.

## 종목별 메달 집계
| 경기 | 금 | 은 | 동 | 합계 |
| ---- | -- | -- | -- | ---- |
| 육상 | 0  | 1  | 0  | 1    |
| 승마 | 0  | 0  | 2  | 2    |
| 합계 | 0  | 1  | 2  | 3    |

## 메달리스트 목록
| 메달   | 선수                                                    | 대회          | 종목 | 세부종목       |
| ------ | ------------------------------------------------------- | ------------- | ---- | -------------- |
| 은메달 | 하디 알소마일리                                         | 2000년 시드니 | 육상 | 남자 400m 허들 |
| 동메달 | 할레드 에이드                                           | 2000년 시드니 | 승마 | 개인 장애물    |
| 동메달 | 람지 두하미 압둘라 사우드 카말 바함단 압둘라 샤르바틀리 | 2012년 런던   | 승마 | 단체 장애물    |